# Бобри (Калінінградська область)
Бобри (рос. Бобры) — селище Німанського району, Калінінградської області Росії. Входить до складу Жилінського сільського поселення.
Населення —  28 осіб (2015 рік). 